# Trại tập trung Flossenbürg

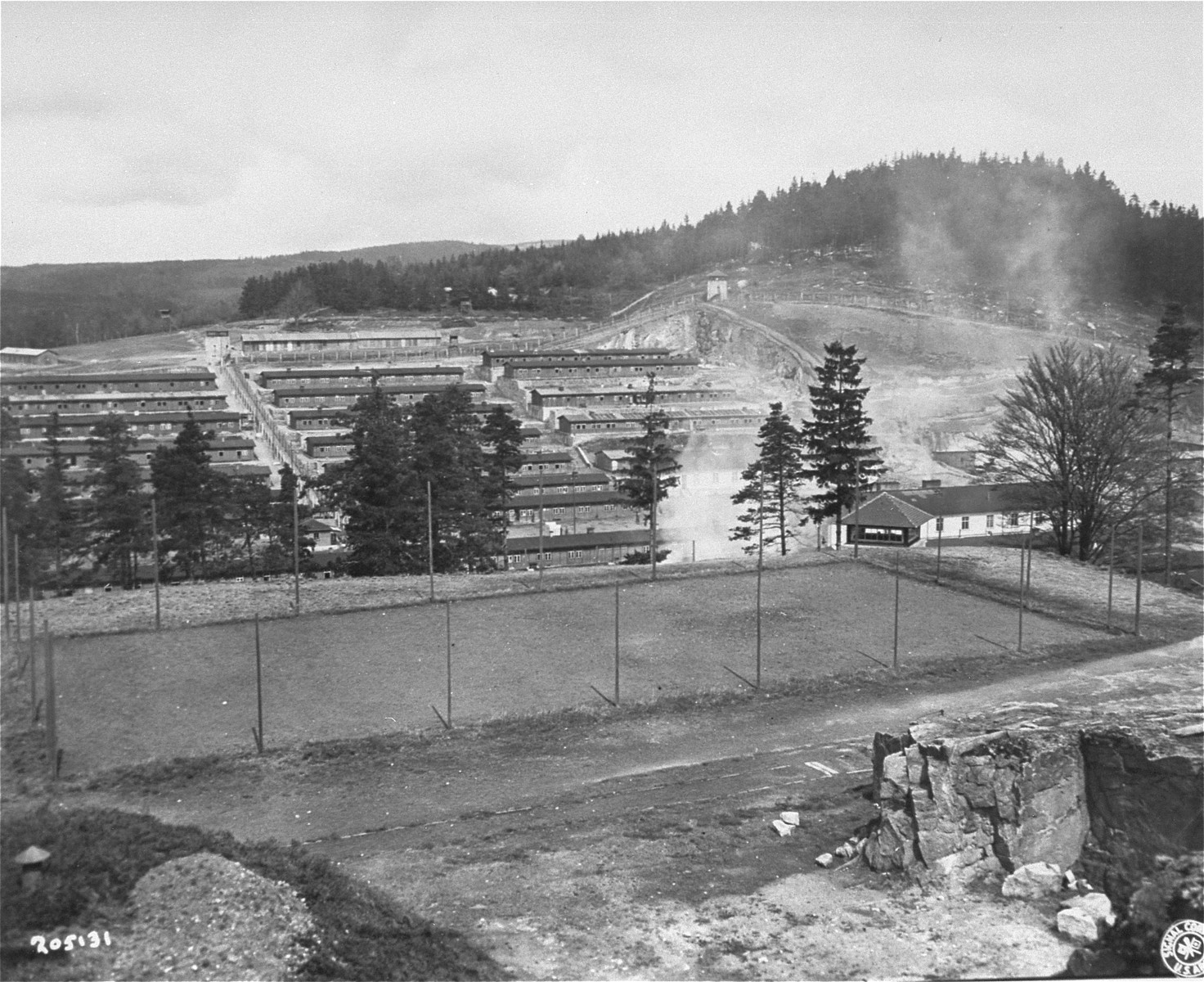
Ảnh trại tập trung Flossenbürg

Flossenbürg là một trại tập trung của Đức Quốc xã được xây dựng vào tháng 5 năm 1938 bởi Văn phòng Hành chính và Kinh tế SS. Không giống như các trại tập trung khác, nó nằm ở một khu vực hẻo lánh, trong dãy núi Fichtel của Bavaria, liền kề thị trấn Flossenbürg và gần biên giới Đức với Tiệp Khắc. Mục đích ban đầu của trại là khai thác lao động cưỡng bức của các tù nhân để sản xuất đá granit cho kiến trúc Đức quốc xã. Năm 1943, phần lớn tù nhân đã chuyển sang sản xuất máy bay chiến đấu Messerschmitt Bf 109 và các vũ khí khác cho nỗ lực chiến tranh của Đức. Mặc dù ban đầu dự định cho các tù nhân "hình sự" và "xã hội", sau khi Đức xâm chiếm Liên Xô, số lượng của trại đã tăng lên với các tù nhân chính trị từ Đông Âu. Nó cũng phát triển một hệ thống trại con rộng lớn mà cuối cùng đã vượt qua quy mô của trại chính.
Trước khi nó được Quân đội Hoa Kỳ giải phóng vào tháng 4/1945, 89.964 đến 100.000 tù nhân đã đi qua Flossenbürg và các trại con của nó. Khoảng 30.000 người chết vì suy dinh dưỡng, làm việc quá sức, hành quyết hoặc trong các cuộc tuần hành tử thần. Một số người chịu trách nhiệm cho những cái chết này, bao gồm cả quản trị viên, lính canh và những người khác, đã bị xét xử và kết án trong phiên tòa xét xử Flossenbürg. Trại được tái sử dụng cho các mục đích sử dụng khác trước khi mở một đài tưởng niệm và bảo tàng vào năm 2007.